# Centrale Hallen

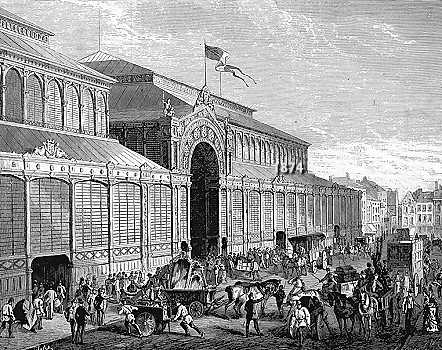
De Centrale Hallen. Houtgravure uit L'Illustration Européenne (ca 1874)

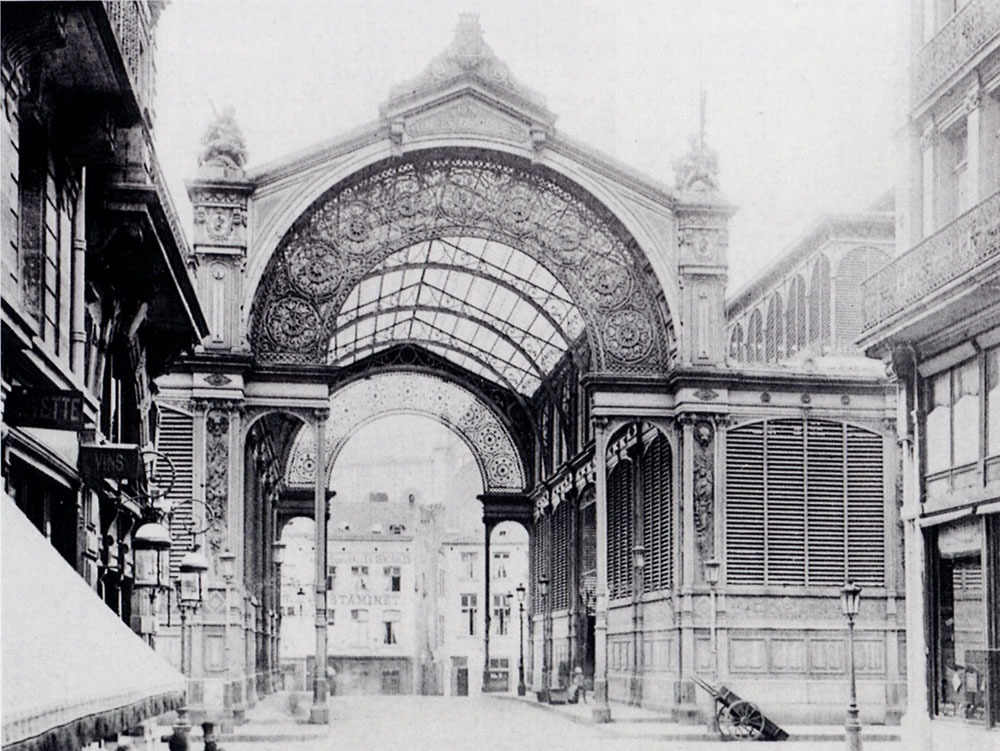
De overdekte straat in 1874

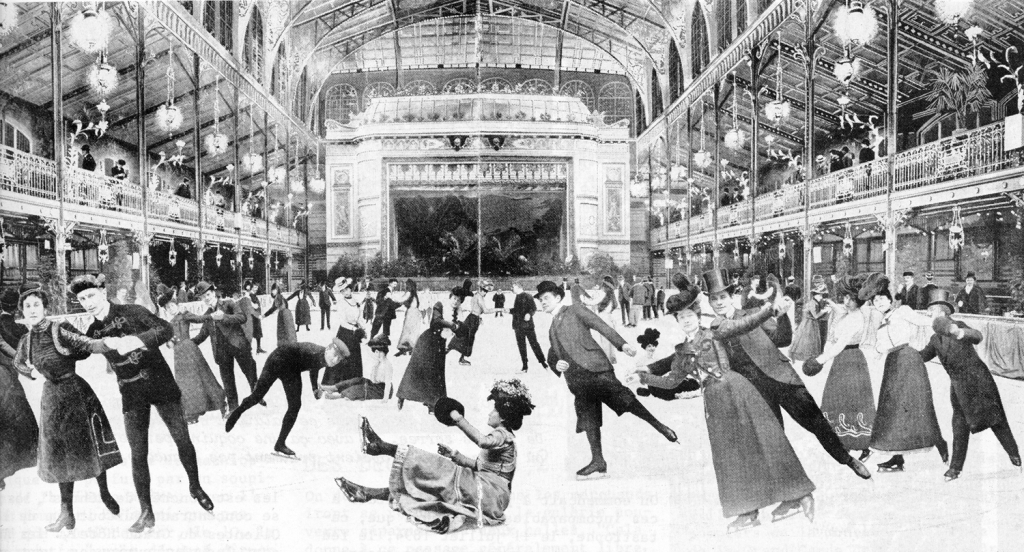
Schaatsende burgerij in de Pôle Nord

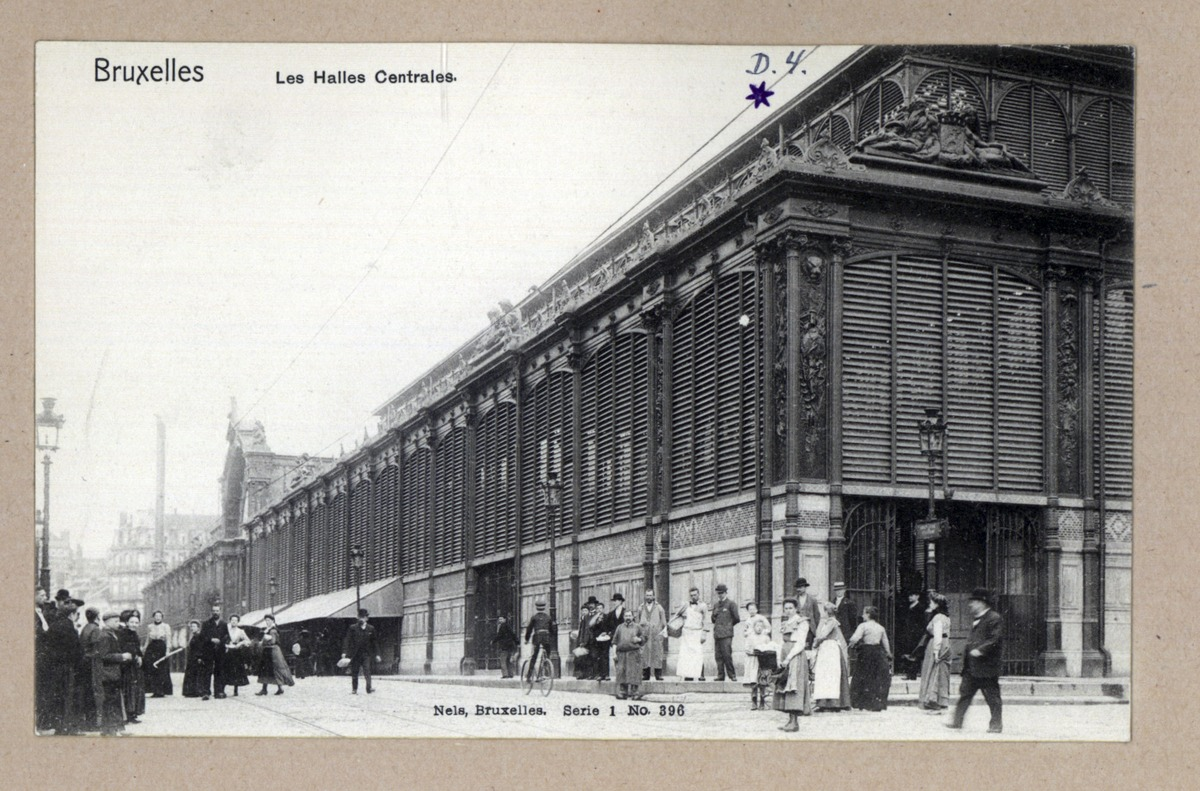
De Centrale Hallen vanop straatniveau

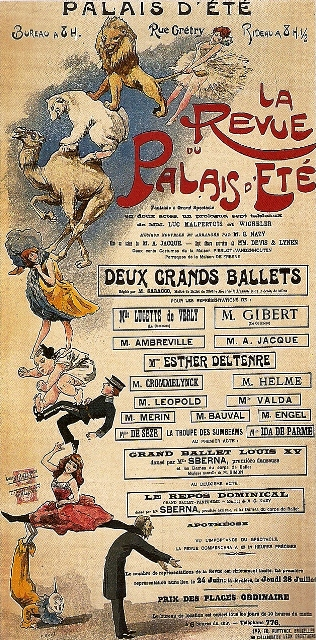
Affiche voor de Revue du Palais d'été (1904)

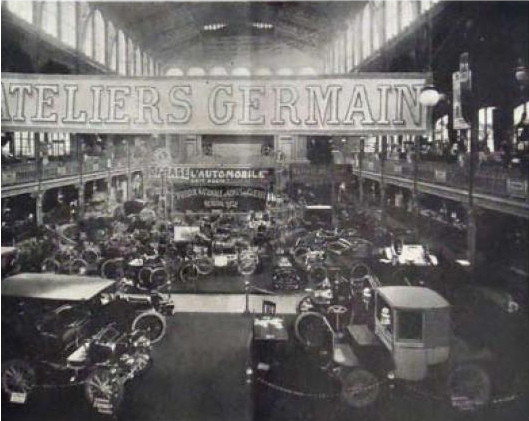
Autosalon van 1902

De Centrale Hallen (Frans: Halles centrales) is een verdwenen gebouw dat vroeger het uitzicht van het centrum van Brussel hielp bepalen. Het stond op de plek van het in 2022 opgeleverde Brucity.

## Geschiedenis
De hallen werden na de overwelving van de Zenne tussen 1872 en 1874 opgetrokken op de plaats van de vroegere werf en vismarkt (in de rechthoek gevormd door de huidige Hallenstraat, Bisschopsstraat, Zwarte Lieve Vrouwestraat en Kiekenmarkt). Het sierlijk ontwerp in glas en gietijzer was van Léon Suys en Edmond Le Graive. De architecten hadden zich nogal sterk laten inspireren door het Parijse equivalent van Victor Baltard. Door de rijkelijke stijl liepen de kosten op tot 2,8 miljoen frank.
In de noordelijke vleugel werd oorspronkelijk wild en gevogelte verkocht. De zuidelijke hal diende voor groothandelsveilingen (criée). Rondom de hallen waren er winkelstalletjes die door het stadsbestuur bij aanbesteding werden verhuurd. De beide vleugels werden gescheiden door de Gretrystraat, overdekt door een elegante overkapping.
Na verloop van tijd oordeelde men dat de kaaien van de binnenhaven overbelast waren en verplaatste men de groothandel naar een nieuwe overdekte markt aan het kanaal in Anderlecht. Begin jaren 90 kreeg de noordelijke hal daardoor een andere functie. Omwille van de reeds aanwezige koelinstallatie werd gekozen voor een nieuwigheid die in Parijs zonet in zwang was geraakt: een ijspiste. Zelfs de naam, Pôle Nord, was afgekeken van het voorbeeld uit de lichtstad. Met kerstmis 1893 ging het nieuwe concept van start. De burgerij uit de Belle époque stroomde toe.
In het zomerseizoen werd de hal telkens omgebouwd tot spektakelzaal, onder de naam Palais d'été. Architect Rieck en kunstenaars Crespin en Duboscq zorgden voor een interieur met klasse, dat in juni 1894 kon openen. Nauwelijks een maand later brak er echter een zware brand uit. De reconstructie werd onmiddellijk aangevat onder leiding van Alban Chambon. Elektrische verlichting gaf het geheel cachet (1896), allicht gevoed door de enkele jaren voordien opgerichte centrale in de Melsensstraat. Er was ook een tropische tuin aangelegd.
Het Palais d'été werd de chicste uitgaansgelegenheid van Brussel. Directeur Luc Malpertuis zorgde voor een zeer gevarieerde programmatie, met concerten, ballet- en toneelvoorstellingen, galabals, illusionisten, buiksprekers, muzikale revues (music-hall), opéra-comique... Hij introduceerde graag nieuwigheden, zoals de cinematograaf en leunde dicht aan bij de Folies Bergère. Later kwamen er ook sportwedstrijden.
In de Eerste Wereldoorlog werd het gebouw opgeëist door de Duitse bezetter. De liefdadigheidsorganisatie Oeuvre du Vêtement et de la Soupe Scolaire verkreeg toestemming om er kleren en voedsel te bedelen. Na de oorlog ging dit nog een tijdje door. Het Britse leger hield er toen ook evenementen.
Met de opkomst van de wintersportvakanties raakte het schaatsen stilaan uit de gratie. In 1936 werd een grondige renovatie uitgevoerd die geen plaats meer liet voor de ijspiste. De architecten Govaerts en Van Vaerenbergh installeerden een ronddraaiend podium en 1.700 zitplaatsen. Op de eerste verdieping kwam een dancing (L'Heure bleue) en ondergronds een Weinstube.
In 1940 werd Brussel opnieuw bezet. De magere oorlogsjaren boden geen ruimte meer voor elitair spektakel. In 1941 kreeg de noordvleugel een nieuwe bestemming als hondenrenbaan (Palais du lévrier). Windhonden liepen er achter een mechanische haas. Dit volksvermaak, waarop stevig gewed werd, zou er een plaats vinden tot 1953. Onder invloed van Paul Vanden Boeynants kwam er na het verdwijnen van de cynodrôme geen nieuwe metamorfose. De noordelijke hal werd afgebroken in 1956 om plaats te ruimen voor Parking 58.
Al die tijd was in de zuidvleugel elke dag vanaf 's ochtends vroeg markt gehouden. Deze moest uiteindelijk plaats ruimen voor een vestiging van de eenheidsprijzenwinkel Priba. Dit was maar een kort leven beschoren, want tegen 1963 ging ook het restant van het gebouw tegen de vlakte. Enkel twee liggende beelden die aan de ingang stonden, zijn nog bewaard. Het zijn allegorieën voor het Water en de Aarde, gegoten door Louis Samain.

## Enkele hoogtepunten
- In 1902 hield de Union Auto Véloce er een autosalon.[6] Het zou geen vervolg krijgen, maar Koning Leopold II kocht er een coupé Panhard & Levassor die door D'Ieteren werd gecarrosseerd.
- Mata Hari kwam er langs in 1912 en deed haar sensuele Danse du Glaive.[7]
- De populaire revue-actrice Esther Deltenre beleefde er menige hoogdag.
- Na afloop van de Eerste Wereldoorlog organiseerden de Engelsen er een boksmatch, bijgewoond door koning Albert.
- De Luikenaar Michel Haling werd er in 1921 Belgisch kampioen accordeon.
- In 1935 hield de Noorse kunstschaatsster Sonja Henie er een gesmaakt optreden.

## Vernoemd
De Hallenstraat herinnert aan het bestaan en de locatie van de Centrale Hallen.

## Voetnoten
1. ↑  Bestuur voor Monumenten en Landschappen (red.) (1989), Bouwen door de eeuwen heen in Brussel, vol. 1B, blz. 2
2. ↑  Benoit Vanhees, Gebouw met 3 levens. Het Palais d’Ete en de Pôle Nord in Brussel (geraadpleegd op 8 april 2014)
3. ↑  Sophie Peeters (2013), Le ventre de Bruxelles... les halles et les marchands (geraadpleegd op 9 april 2014)
4. ↑  Brussel en zaaïne "Zinne" (geraadpleegd op 9 april 2014)
5. ↑  Jean Vantroyen (1993), Bruxelles d'hier et d'aujourd’hui. Ce sont les autos qui valsent dans l'ancien Palais d'Eté (Le Soir, 8 maart 1993). Gearchiveerd op 13 april 2014.
6. ↑  Donald Weber (2010), De blijde intrede van de automobiel in België 1895-1940, blz. 67
7. ↑  https://web.archive.org/web/20140413123247/http://bruxellesanecdotique.skynetblogs.be/tag/les+halles (geraadpleegd op 9 april 2014)